# Greatest Hits (album của Spice Girls)
Greatest Hits là album tuyển tập đầu tiên của nhóm nhạc nữ người Anh Spice Girls, phát hành ngày 7 tháng 11 năm 2007 bởi Virgin Records. Album được phát hành giới hạn tại Hoa Kỳ vào ngày 13 tháng 11 năm 2007 thông qua một thỏa thuận độc quyền tại Victoria's Secret, trước khi ra mắt rộng rãi tại đây vào ngày 15 tháng 1 năm 2008. Greatest Hits đánh dấu sự tái hợp của Spice Girls sau gần bảy năm tạm ngưng hoạt động để các thành viên phát triển sự nghiệp hát đơn, đồng thời đón chào sự trở lại của thành viên Geri Halliwell sau khi cô rời nhóm vào giữa năm 1998. Đây là tập hợp những đĩa đơn thành công nhất của Spice Girls trích từ ba album phòng thu Spice (1996), Spiceworld (1998) và Forever (2000), qua đó giúp họ trở thành nhóm nhạc nữ bán chạy nhất mọi thời đại. Ngoài ra, đĩa nhạc còn bao gồm bài hát nằm trong chiến dịch quảng cáo "GeneratioNext" của nhóm cho PepsiCo vào năm 1997 "Move Over", cũng như hai bản nhạc mới "Headlines (Friendship Never Ends)" và "Voodoo".
Quá trình thu âm cho hai bài hát mới diễn ra vào tháng 7 năm 2007, trong đó nhóm đồng sáng tác với hai nhà sản xuất quen thuộc Matt Rowe và Richard Stannard. Sau khi phát hành, Greatest Hits nhận được những phản ứng tích cực từ các nhà phê bình âm nhạc, trong đó họ ghi nhận hành trình hoạt động của Spice Girls với số lượng lớn những đĩa đơn thành công chỉ với ba album phòng thu. Đĩa nhạc cũng đạt được những thành tích đáng kể về mặt thương mại khi đứng đầu bảng xếp hạng tại Úc và lọt vào top 10 ở một số quốc gia và lãnh thổ, bao gồm Argentina, Hy Lạp, Ireland, Scotland và Vương quốc Anh. Greatest Hits bán được hơn 600,000 bản thông qua cửa hàng của Victoria's Secret nhưng không đủ điều kiện để lọt vào bảng xếp hạng Billboard 200 trong tuần đầu do Victoria's Secret không thuộc diện quản lý của hệ thống thu thập doanh số tiêu thụ Nielsen SoundScan. Sau đó, album ra mắt ở vị trí thứ 93 và là đĩa nhạc đầu tiên trong sự nghiệp của nhóm không thể vươn đến top 40 tại Hoa Kỳ.
"Headlines (Friendship Never Ends)" được chọn làm đĩa đơn duy nhất trích từ album, cũng như là đĩa đơn chính thức của chương trình từ thiện Children in Need năm 2007. Bản nhạc vươn đến top 10 ở một số quốc gia và đạt vị trí thứ 11 trên bảng xếp hạng UK Singles Chart tại Vương quốc Anh và thứ 90 trên Billboard Hot 100 tại Hoa Kỳ. Ngày 28 tháng 6 năm 2007, Spice Girls tổ chức một cuộc họp báo tại The O2 Arena để chính thức tiết lộ kế hoạch tái hợp của họ với đội hình đầy đủ năm thành viên. Nhóm cũng xác nhận sẽ thực hiện chuyến lưu diễn The Return of the Spice Girls Tour (2007-08) với 47 đêm nhạc khắp Bắc Mỹ và Châu Âu, bắt đầu tại Vancouver vào ngày 2 tháng 12 năm 2007. Ngoài ra, họ cũng trình diễn trên một số chương trình truyền hình để quảng bá cho Greatest Hits, như Chương trình thời trang Victoria's Secret năm 2007 và Children in Need năm 2007. Sau khi kết thúc chiến dịch quảng bá, Spice Girls tiếp tục tạm dừng hoạt động và chỉ tái hợp ở một số sự kiện, bao gồm Lễ bế mạc Thế vận hội mùa hè năm 2012.

## Danh sách bài hát
| Greatest Hits – Phiên bản tiêu chuẩn | Greatest Hits – Phiên bản tiêu chuẩn                                           | Greatest Hits – Phiên bản tiêu chuẩn | Greatest Hits – Phiên bản tiêu chuẩn | Greatest Hits – Phiên bản tiêu chuẩn |
| STT                                  | Nhan đề                                                                        | Sáng tác | Sản xuất                             | Thời lượng                           |
| ------------------------------------ | ------------------------------------------------------------------------------ | --- | ------------------------------------ | ------------------------------------ |
| 1.                                   | "Wannabe" (bản đĩa đơn; từ Spice, 1996)                                        | Spice Girls Richard Stannard Matt Rowe | Rowe Stannard                        | 2:54                                 |
| 2.                                   | "Say You'll Be There" (bản đĩa đơn; từ Spice)                                  | Spice Girls Jonathan Buck Eliot Kennedy | Absolute                             | 3:58                                 |
| 3.                                   | "2 Become 1" (bản đĩa đơn; từ Spice)                                           | Spice Girls Stannard Rowe | Rowe Stannard Andy Bradfield [a]     | 4:04                                 |
| 4.                                   | "Mama" (bản radio; từ Spice)                                                   | Spice Girls Stannard Rowe | Rowe Stannard                        | 3:42                                 |
| 5.                                   | "Who Do You Think You Are" (bản radio; từ Spice)                               | Spice Girls Andy Watkins Paul Wilson | Absolute                             | 3:46                                 |
| 6.                                   | "Move Over" (Generation Next) (từ Spiceworld, 1997)                            | Spice Girls Clifford Lane Stannard Mary Wood                                                                                                | Rowe Stannard                        | 2:44                                 |
| 7.                                   | "Spice Up Your Life" (Stent radio mix, from Spiceworld)                        | Spice Girls Stannard Rowe | Rowe Stannard                        | 2:56                                 |
| 8.                                   | "Too Much" (bản radio; từ Spiceworld)                                          | Spice Girls Watkins Wilson | Absolute                             | 3:53                                 |
| 9.                                   | "Stop" (bản đĩa đơn; từ Spiceworld)                                            | Spice Girls Watkins Wilson | Absolute                             | 3:26                                 |
| 10.                                  | "Viva Forever" (bản radio; từ Spiceworld)                                      | Spice Girls Stannard Rowe | Rowe Stannard                        | 4:14                                 |
| 11.                                  | "Let Love Lead the Way" (bản radio; từ Forever, 2000)                          | Victoria Beckham Melanie Brown Emma Bunton Melanie Chisholm LaShawn "The Big Shiz" Daniels Fred Jerkins III Rodney Jerkins Harvey Mason Jr. | Mason Jr. Daniels Jerkins            | 4:16                                 |
| 12.                                  | "Holler" (bản radio; từ Forever)                                               | Beckham Brown Bunton Chisholm Daniels Jerkins III Jerkins                                                                                   | Daniels Jerkins                      | 3:57                                 |
| 13.                                  | "Headlines (Friendship Never Ends)" (thu âm mới)                               | Spice Girls Stannard Rowe | Rowe Stannard                        | 3:31                                 |
| 14.                                  | "Voodoo" (thu âm mới)                                                          | Spice Girls Stannard Rowe | Rowe Stannard                        | 3:11                                 |
| 15.                                  | "Goodbye" (bản đĩa đơn; đĩa đơn độc lập, 1998; sau đó xuất hiện trong Forever) | Beckham Brown Bunton Chisholm Stannard Rowe                                                                                                 | Rowe Stannard                        | 4:22                                 |
| Tổng thời lượng:                     | Tổng thời lượng:                                                               | Tổng thời lượng: | Tổng thời lượng:                     | 54:54                                |

| Greatest Hits – Phiên bản trên iTunes Store (bản nhạc bổ sung) | Greatest Hits – Phiên bản trên iTunes Store (bản nhạc bổ sung) | Greatest Hits – Phiên bản trên iTunes Store (bản nhạc bổ sung)  | Greatest Hits – Phiên bản trên iTunes Store (bản nhạc bổ sung) | Greatest Hits – Phiên bản trên iTunes Store (bản nhạc bổ sung) |
| STT                                                            | Nhan đề                                                        | Sáng tác                                                        | Sản xuất                                                       | Thời lượng                                                     |
| -------------------------------------------------------------- | -------------------------------------------------------------- | --------------------------------------------------------------- | -------------------------------------------------------------- | -------------------------------------------------------------- |
| 16.                                                            | "Wannabe" (Junior Vasquez Gomis dub)                           | Spice Girls Stannard Rowe                                       | Rowe Stannard                                                  | 6:38                                                           |
| 17.                                                            | "Tell Me Why" (Jonathan Peters edit)                           | Beckham Brown Bunton Jerkins Daniels Jerkins III Mischke Butler | Daniels Jerkins                                                | 3:24                                                           |
| 18.                                                            | "Say You'll Be There" (Junior's X-Beats)                       | Spice Girls Buck Kennedy                                        | Absolute                                                       | 6:57                                                           |
| 19.                                                            | "Girl Power" (video)                                           |                                                                 |                                                                | 5:26                                                           |

| Greatest Hits – Phiên bản quốc tế đặc biệt (DVD kèm theo) | Greatest Hits – Phiên bản quốc tế đặc biệt (DVD kèm theo) | Greatest Hits – Phiên bản quốc tế đặc biệt (DVD kèm theo)           | Greatest Hits – Phiên bản quốc tế đặc biệt (DVD kèm theo) | Greatest Hits – Phiên bản quốc tế đặc biệt (DVD kèm theo) |
| STT                                                       | Nhan đề                                                   | Sáng tác                                                            | Đạo diễn                                                  | Thời lượng                                                |
| --------------------------------------------------------- | --------------------------------------------------------- | ------------------------------------------------------------------- | --------------------------------------------------------- | --------------------------------------------------------- |
| 1.                                                        | "Wannabe"                                                 | Spice Girls Stannard Rowe                                           | Johan Camitz                                              |                                                           |
| 2.                                                        | "Say You'll Be There"                                     | Spice Girls Buck Kennedy                                            | Vaughan Arnell                                            |                                                           |
| 3.                                                        | "2 Become 1"                                              | Spice Girls Stannard Rowe                                           | Big TV                                                    |                                                           |
| 4.                                                        | "Mama"                                                    | Spice Girls Stannard Rowe                                           | Big TV                                                    |                                                           |
| 5.                                                        | "Who Do You Think You Are"                                | Spice Girls Watkins Wilson                                          | Gregg Masuak                                              |                                                           |
| 6.                                                        | "Spice Up Your Life"                                      | Spice Girls Stannard Rowe                                           | Marcus Nispel                                             |                                                           |
| 7.                                                        | "Too Much"                                                | Spice Girls Watkins Wilson                                          | Howard Greenhalgh                                         |                                                           |
| 8.                                                        | "Stop"                                                    | Spice Girls Watkins Wilson                                          | James Brown                                               |                                                           |
| 9.                                                        | "Viva Forever"                                            | Spice Girls Stannard Rowe                                           | Steve Box                                                 |                                                           |
| 10.                                                       | "Let Love Lead the Way"                                   | Beckham Brown Bunton Chisholm Daniels Jerkins III Jerkins Mason Jnr | Masuak                                                    |                                                           |
| 11.                                                       | "Holler"                                                  | Beckham Brown Bunton Chisholm Daniels Jerkins III Jerkins           | Jake Nava                                                 |                                                           |
| 12.                                                       | "Goodbye"                                                 | Beckham Brown Bunton Chisholm Stannard Rowe                         | Greenhalgh                                                |                                                           |

| Greatest Hits – Phiên bản đặc biệt tại Hoa Kỳ (DVD kèm theo) | Greatest Hits – Phiên bản đặc biệt tại Hoa Kỳ (DVD kèm theo) | Greatest Hits – Phiên bản đặc biệt tại Hoa Kỳ (DVD kèm theo) | Greatest Hits – Phiên bản đặc biệt tại Hoa Kỳ (DVD kèm theo) | Greatest Hits – Phiên bản đặc biệt tại Hoa Kỳ (DVD kèm theo) |
| STT                                                          | Nhan đề                                                      | Sáng tác                                                     | Đạo diễn                                                     | Thời lượng                                                   |
| ------------------------------------------------------------ | ------------------------------------------------------------ | ------------------------------------------------------------ | ------------------------------------------------------------ | ------------------------------------------------------------ |
| 12.                                                          | "Headlines (Friendship Never Ends)"                          | Spice Girls Stannard Rowe                                    | Anthony Mandler                                              |                                                              |
| 13.                                                          | "Goodbye"                                                    | Beckham Brown Bunton Chisholm Stannard Rowe                  | Greenhalgh                                                   |                                                              |

| Greatest Hits – Phiên bản box set (đĩa karaoke kèm theo) | Greatest Hits – Phiên bản box set (đĩa karaoke kèm theo) | Greatest Hits – Phiên bản box set (đĩa karaoke kèm theo)      | Greatest Hits – Phiên bản box set (đĩa karaoke kèm theo) | Greatest Hits – Phiên bản box set (đĩa karaoke kèm theo) |
| STT                                                      | Nhan đề                                                  | Sáng tác                                                      | Sản xuất                                                 | Thời lượng                                               |
| -------------------------------------------------------- | -------------------------------------------------------- | ------------------------------------------------------------- | -------------------------------------------------------- | -------------------------------------------------------- |
| 1.                                                       | "Wannabe" (bản karaoke)                                  | Spice Girls Stannard Rowe                                     | Rowe Stannard                                            | 2:54                                                     |
| 2.                                                       | "Say You'll Be There" (bản karaoke)                      | Spice Girls Buck Kennedy                                      | Absolute                                                 | 3:58                                                     |
| 3.                                                       | "2 Become 1" (bản karaoke)                               | Spice Girls Stannard Rowe                                     | Rowe Stannard Bradfield [a]                              | 4:04                                                     |
| 4.                                                       | "Mama" (bản karaoke)                                     | Spice Girls Stannard Rowe                                     | Rowe Stannard                                            | 3:42                                                     |
| 5.                                                       | "Who Do You Think You Are" (bản karaoke)                 | Spice Girls Watkins Wilson                                    | Absolute                                                 | 3:46                                                     |
| 6.                                                       | "Move Over" (bản karaoke)                                | Spice Girls Lane Stannard Wood                                | Rowe Stannard                                            | 2:44                                                     |
| 7.                                                       | "Spice Up Your Life" (bản karaoke)                       | Spice Girls Stannard Rowe                                     | Rowe Stannard                                            | 2:56                                                     |
| 8.                                                       | "Too Much" (bản karaoke)                                 | Spice Girls Watkins Wilson                                    | Absolute                                                 | 3:53                                                     |
| 9.                                                       | "Stop" (bản karaoke)                                     | Spice Girls Watkins Wilson                                    | Absolute                                                 | 3:26                                                     |
| 10.                                                      | "Viva Forever" (bản karaoke)                             | Spice Girls Stannard Rowe                                     | Rowe Stannard                                            | 4:14                                                     |
| 11.                                                      | "Let Love Lead the Way" (bản karaoke)                    | Beckham Brown Bunton Chisholm Daniels Jerkins III Jerkins Jnr | Mason Jnr Daniels Jerkins                                | 4:16                                                     |
| 12.                                                      | "Holler" (bản karaoke)                                   | Beckham Brown Bunton Chisholm Daniels Jerkins III Jerkins     | Daniels Jerkins                                          | 3:57                                                     |
| 13.                                                      | "Goodbye" (bản karaoke)                                  | Beckham Brown Bunton Chisholm Stannard Rowe                   | Rowe Stannard                                            | 4:22                                                     |

| Greatest Hits – Phiên bản box set (đĩa remix kèm theo) | Greatest Hits – Phiên bản box set (đĩa remix kèm theo) | Greatest Hits – Phiên bản box set (đĩa remix kèm theo) |
| STT                                                    | Nhan đề                                                | Thời lượng                                             |
| ------------------------------------------------------ | ------------------------------------------------------ | ------------------------------------------------------ |
| 1.                                                     | "Wannabe" (Motiv 8 Vocal Slam Mix)                     | 6:21                                                   |
| 2.                                                     | "Say You'll Be There" (Junior's Main Pass)             | 8:35                                                   |
| 3.                                                     | "2 Become 1" (Dave Way Remix)                          | 4:02                                                   |
| 4.                                                     | "Mama" (Biffco Mix)                                    | 5:50                                                   |
| 5.                                                     | "Who Do You Think You Are" (Morales Club Mix)          | 9:31                                                   |
| 6.                                                     | "Spice Up Your Life" (Murk Cuba Libre Mix)             | 8:07                                                   |
| 7.                                                     | "Too Much" (SoulShock & Karlin Remix)                  | 3:54                                                   |
| 8.                                                     | "Stop" (Morales Remix)                                 | 7:25                                                   |
| 9.                                                     | "Viva Forever" (Tony Rich Remix)                       | 5:21                                                   |
| 10.                                                    | "Holler" (MAW Remix)                                   | 8:32                                                   |
| 11.                                                    | "Goodbye" (Orchestral Mix)                             | 4:16                                                   |

| Greatest Hits – Phiên bản tại Victoria's Secret (nhạc số kèm theo) | Greatest Hits – Phiên bản tại Victoria's Secret (nhạc số kèm theo) | Greatest Hits – Phiên bản tại Victoria's Secret (nhạc số kèm theo) |
| STT                                                                | Nhan đề                                                            | Thời lượng                                                         |
| ------------------------------------------------------------------ | ------------------------------------------------------------------ | ------------------------------------------------------------------ |
| 1.                                                                 | "Wannabe" (Soul Seekerz Edit)                                      | 3:31                                                               |
| 2.                                                                 | "Spice Up Your Life" (Ralphi's Radio Edit)                         | 3:38                                                               |
| 3.                                                                 | "2 Become 1" (Georgie Porgie's Radio Edit)                         | 4:02                                                               |

Ghi chú
- ^[a]  nghĩa là sản xuất bổ sung

## Xếp hạng
| Bảng xếp hạng (2007-2008)           | Vị trí cao nhất |
| ----------------------------------- | --------------- |
| Album Argentina (CAPIF)             | 8               |
| Album Úc (ARIA)                     | 1               |
| Album Áo (Ö3 Austria)               | 70              |
| Album Bỉ (Ultratop Vlaanderen)      | 62              |
| Album Bỉ (Ultratop Wallonie)        | 78              |
| Album Canada (Billboard)            | 11              |
| Album Hà Lan (Album Top 100)        | 73              |
| Album Châu Âu (Billboard)           | 7               |
| Album Đức (Offizielle Top 100)      | 50              |
| Album Hy Lạp (IFPI)                 | 9               |
| Album Ireland (IRMA)                | 3               |
| Album Ý (FIMI)                      | 20              |
| Album Nhật Bản (Oricon)             | 18              |
| Album Nhật Bản Quốc tế (Oricon)     | 6               |
| Album Mexico (Top 100 Mexico)       | 34              |
| Album New Zealand (RMNZ)            | 15              |
| Album Scotland (OCC)                | 6               |
| Album Tây Ban Nha (PROMUSICAE)      | 23              |
| Album Thụy Điển (Sverigetopplistan) | 50              |
| Album Thụy Sĩ (Schweizer Hitparade) | 52              |
| Album Đài Loan (G-Music)            | 6               |
| Album Anh Quốc (OCC)                | 2               |
| Album Hoa Kỳ Billboard 200          | 93              |

| Bảng xếp hạng (2012) | Vị trí cao nhất |
| -------------------- | --------------- |
| Album Anh Quốc (OCC) | 18              |
| Bảng xếp hạng (2013) | Vị trí cao nhất |
| Album Anh Quốc (OCC) | 90              |
| Bảng xếp hạng (2018) | Vị trí cao nhất |
| Album Anh Quốc (OCC) | 81              |
| Bảng xếp hạng (2019) | Vị trí cao nhất |
| Album Anh Quốc (OCC) | 15              |

| Bảng xếp hạng (2007) | Vị trí |
| -------------------- | ------ |
| Album Úc (ARIA)      | 36     |
| Album Anh Quốc (OCC) | 42     |

## Chứng nhận
| Quốc gia | Chứng nhận  | Số đơn vị/doanh số chứng nhận |
| --- | ----------- | ----------------------------- |
| Úc (ARIA) | Bạch kim    | 70.000^                       |
| Brasil (Pro-Música Brasil) | Vàng        | 30.000*                       |
| Canada (Music Canada) | Vàng        | 50.000^                       |
| Đan Mạch (IFPI Đan Mạch) | Vàng        | 10.000‡                       |
| Ireland (IRMA) | Bạch kim    | 15.000^                       |
| New Zealand (RMNZ) | Vàng        | 7.500^                        |
| Anh Quốc (BPI) | 2× Bạch kim | 600.000‡                      |
| Hoa Kỳ (RIAA) | —           | 600,000                       |
| * Chứng nhận dựa theo doanh số tiêu thụ. ^ Chứng nhận dựa theo doanh số nhập hàng. ‡ Chứng nhận dựa theo doanh số tiêu thụ và phát trực tuyến. |             |                               |

## Lịch sử phát hành
| Quốc gia       | Ngày              | Định dạng         | Hãng đĩa        |
| -------------- | ----------------- | ----------------- | --------------- |
| Nhật Bản       | 7 tháng 11, 2007  | CD CD+ DVD        | EMI Music Japan |
| Đức            | 9 tháng 11, 2007  | Box set CD CD+DVD | EMI             |
| Vương quốc Anh | 12 tháng 11, 2007 | Box set CD CD+DVD | Virgin          |
| Canada         | 13 tháng 11, 2007 | CD                | Virgin          |
| Hoa Kỳ         | 13 tháng 11, 2007 | CD                | Virgin          |
| Nhật Bản       | 28 tháng 11, 2007 | Box set           | EMI Music Japan |
| Hoa Kỳ         | 15 tháng 1, 2008  | Box set CD CD+DVD | Virgin          |
| Nhật Bản       | 10 tháng 2, 2010  | CD                | EMI Music Japan |
| Nhật Bản       | 5 tháng 12, 2012  | CD                | EMI Music Japan |
| Nhật Bản       | 11 tháng 6, 2014  | SHM-CD            | EMI Music Japan |
| Vương quốc Anh | 5 tháng 7, 2019   | LP giới hạn       | UMC             |
| Vương quốc Anh | 13 tháng 3, 2020  | LP                | UMC             |